# Guelta Zemmur

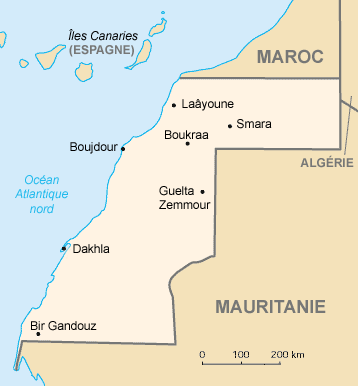
Westliche Sahara (Demokratische Arabische Republik Sahara, von Marokko beansprucht)

Guelta Zemmur (auch Guelta Zemour, arabisch كلتة زمور, marokkanisches Tamazight für ‚Olivenbaumteich‘) ist ein kleiner Ort in dem unter marokkanischer Administration stehenden Teil der Westsahara.
Der Ort liegt rund um ein Guelta, das durch Regenwasser gefüllt wird, welches sich in dem Becken lange Zeit hält. Der Platz wurde seit Jahrhunderten als Camp der Sahrauis-Nomaden genutzt.

## Geschichte
Gemäß dem Madrider Abkommen von 1975 fiel Marokko und Mauretanien die Kontrolle der ehemaligen spanischen Kolonie zu. Nachdem die spanischen Soldaten den entlegenen Außenposten im Juni 1975 geräumt hatten, baute die Frente Polisario einen Militärstützpunkt und eine Verwaltung auf. Der Ort diente zu Beginn des Westsaharakonflikts als Anlaufstation für die flüchtenden Bewohner auf ihrem Weg zu den Sahraui-Flüchtlingslagern im algerischen Tindouf. Im Februar 1976 hatten sich mindestens 10.000 Flüchtlinge in Guelta Zemmour und im weiter südlich gelegenen Oum Dreiga versammelt. Einige der Flüchtlinge starben in den folgenden zwei Monaten durch marokkanische Bombenabwürfe, bei denen auch Napalm zum Einsatz kam.
1981 war der Ort in marokkanischer Hand, als am 24. bis 25. März ein Angriff der Polisario auf die hier stationierten 2600 Soldaten des 4. Infanterie-Regiments stattfand. Beim schwersten Überfall am 13. Oktober 1981 schossen die Polisario-Angreifer drei Flugzeuge ab und dürften weit über 100 Marokkaner getötet haben. Mit 230 Gefangenen und einer großen Menge erbeuteter Waffen flohen sie am 16. Oktober in die Berge. Die Gefechte gingen im Lauf des Monats weiter, bis sich die marokkanischen Streitkräfte (Forces Armées Royales) am 7. November 1981 vollständig aus Guelta Zemmur zurückzogen. Der marokkanische König Hassan II. beschuldigte das mauretanische Militärregime, die Polisario hätte mit ihrer Billigung von Mauretanien aus operiert. Mohamed Khouna Ould Haidalla wies jede Beteiligung von sich und widersprach einem Rückzug der Kämpfer in sein Land.
Seit September 1985 liegt die Stadt westlich des marokkanischen Walls und wird durch Marokko verwaltet, das hier einen militärischen Stützpunkt unterhält.

## Söhne und Töchter der Stadt
- Mohammed Daddach (* 1957), der am längsten inhaftierte politische Gefangene Marokkos